# Бойчишин Олег Іванович
Оле́г Іва́нович Бойчи́шин (* 12 серпня 1973, Львів) — український футболіст. Захисник, виступав, зокрема за «Карпати» (Львів) і «Волинь» (Луцьк). Провів одну гру за молодіжну збірну України. Нині — футбольний тренер.

## Ігрова кар'єра
Народився 12 серпня 1973 року у Львові. Вихованець СДЮШОР «Карпати». Розпочав грати у «Карпатах» в сезоні 1992/93, зіграв 8 матчів, забив 1 гол. Дебютував 20 вересня 1992 року у матчі проти чернівецької «Буковини».
Грав за «Карпати» (Львів), «Львів», «Волинь» (Луцьк), «Поділля» (Хмельницький), «Сокіл» (Золочів) і «Фрунзенець-Ліга-99» (Суми). Завершував кар'єру в аматорській команді «Шахтар» (Червоноград).
Провів 1 гру за молодіжну збірну України — 27 квітня 1993 року в Одесі проти команди Ізраїлю (2:1).

## Тренерська кар'єра
Спочатку він допомагав тренувати дітей у львівській спортивній школі «Карпат». У сезоні 2011/12 він тренував команду «Карпати-2» (Львів). Потім працював в естонському «Сантосі» з Тарту. З 2016 до травня 2017 року працював у тренерському штабі литовського «Утеніса».
21 листопада 2017 року був призначений головним тренером «Карпат» (Львів). До нового тренерського штабу також увійшли Альберто Еспаріс, Богдан Стронцицький та Даріо Друді. 16 серпня 2018 року залишив посаду головного тренера «Карпат».

## Статистика виступів
| Сезон     | Клуб                        | Ліга       | Чемпіонат | Чемпіонат | Кубок | Кубок |
| Сезон     | Клуб                        | Ліга       | Ігри      | Голи      | Ігри  | Голи  |
| --------- | --------------------------- | ---------- | --------- | --------- | ----- | ----- |
| 1992—1993 | «Карпати» (Львів)           | Вища ліга  | 8         | 1         | 4     | 0     |
| 1996—1997 | «Волинь» (Луцьк)            | Перша ліга | 8         | 1         | 2     | 0     |
| 1997—1998 | ФК «Львів»                  | Перша ліга | 5         | 0         | 0     | 0     |
| 1997—1998 | «Поділля» (Хмельницький)    | Друга ліга | 18        | 2         | 0     | 0     |
| 1998—1999 | «Поділля» (Хмельницький)    | Перша ліга | 33        | 3         | 4     | 1     |
| 1999—2000 | «Поділля» (Хмельницький)    | Друга ліга | 22        | 2         | 3     | 0     |
| 2000—2001 | «Сокіл» (Золочів)           | Друга ліга | 28        | 2         | 4     | 0     |
| 2001—2002 | «Фрунзенець-Ліга-99» (Суми) | Друга ліга | 8         | 0         | 0     | 0     |

## Громадська позиція
У травні 2018 підтримав ув'язненого у Росії українського режисера Олега Сенцова